# Metaphycus psyllidis
Metaphycus psyllidis är en stekelart som beskrevs av Compere 1943. Metaphycus psyllidis ingår i släktet Metaphycus och familjen sköldlussteklar. Inga underarter finns listade i Catalogue of Life.